# ماریسا بودی
ماریسا بودی (انگلیسی: Marissa Bode؛ زادهٔ ۲۸ اوت ۲۰۰۰) بازیگر آمریکایی است. پس از فارغ‌التحصیلی از آکادمی موسیقی و درام آمریکا، او برای بازی در نقش نساروس تروپ در فیلم‌های موزیکال شرور (۲۰۲۴) و شرور: برای همیشه (۲۰۲۵) انتخاب شد. این اولین باری بود که یک بازیگر دارای معلولیت نقش این شخصیت را ایفا کرد. او برای عملکردش نامزد دریافت جوایز در سی‌امین دوره جوایز منتخب منتقدان و سی‌ویکمین دوره جوایز انجمن بازیگران سینما شد.

## زندگی شخصی
ماریسا بودی در مازومانی، ویسکانسین متولد شد. در سن ۱۱ سالگی، به دنبال یک تصادف رانندگی فلج شد و از آن زمان برای جابجایی از ویلچر استفاده می‌کند. او بازیگری را در مدرسه آغاز کرد و در اجراهای محلی نقش‌آفرینی نمود، با اولین نقش خود به عنوان یک یتیم در نمایش شاهزاده و گدا.
او از آکادمی موسیقی و درام آمریکا فارغ‌التحصیل شده است و در لس آنجلس زندگی می‌کند.
از سپتامبر ۲۰۲۳، او با لورن بروکس در رابطه بوده است.